# OC Oerlikon
Pour les articles homonymes, voir Oerlikon.
OC Oerlikon (SIX : OERL) anciennement appelée Unaxis, est un conglomérat d'entreprises suisses de technologies.

## Activités
- Systèmes et services de revêtement des surfaces.
- Équipements de fabrication de produits textiles.

## Histoire
Fondée en 1906, sous le nom de Schweizerische Werkzeugmaschinenfabrik Oerlikon (SWO)  dans la ville de Oerlikon près de Zurich, la société fut reprise en 1924 par Emil Georg Bührle. En 1973 elle se transforme et change de nom pour devenir Oerlikon-Buehrle Holding AG puis, à la suite d'une réorganisation interne Unaxis. En 2005, l'entreprise autrichienne Victory Industriebeteiligung AG acquiert la majorité des actions d'Unaxis à la suite d'une offre publique d'achat hostile et lance un vaste programme de restructuration.
En mai 2006, la société change une fois de plus de nom pour devenir OC Oerlikon, en référence à son nom originel. Les lettres OC signifient One Company (une seule entreprise en anglais).
En 2009, le groupe technologique  est en proie à de très graves difficultés financières et prévoit une diminution des effectifs de 1 400 emplois en 2010.
En 2013, le groupe vend au chinois Jinsheng Group sa branche textile composée de Saurer A.G et de toutes ses filiales.
En juin 2021, le groupe rachète l’entreprise française Coeurdor, spécialisée dans les revêtements notamment pour les ceintures et bijoux.

## Actionnaires
Liste des principaux actionnaires au 11 novembre 2019 :
| Liwet Holding                     | 41,3% |
| Black Creek Investment Management | 3,03% |
| Baillie Gifford                   | 2,99% |
| UBS Asset Management Switzerland  | 2,27% |
| DWS Investments                   | 1,74% |
| The Vanguard Group                | 1,69% |
| Viktor Feliksovich Vekselberg     | 1,69% |
| Pictet Asset Management           | 1,64% |
| Norges Bank Investment Management | 1,63% |
| J.O. Hambro Capital Management    | 1,63% |

## Sources
1. ↑  « OC OERLIKON CORPORATION AG : Données Financières Prévisions Estimations et Attentes », sur zonebourse.com (consulté le 18 mai 2023).
2. 1 2  Zone Bourse, « OC OERLIKON : Actionnaires + Activités », sur www.zonebourse.com (consulté le 11 novembre 2019)
3. ↑  (en) « History », sur oerlikon.com (consulté le 5 octobre 2020).
4. ↑  « Zurich veut oublier les ombres du passé de la collection Bührle », sur letemps.ch, 16 novembre 2012 (consulté le 23 août 2017)
5. ↑  Neue Zürcher Zeitung: Aus Unaxis wird OC Oerlikon, 24 mai 2006
6. ↑  Le Temps, 2 avril 2010
7. ↑  « Le suisse Oerlikon rachète le français Coeurdor », sur LEFIGARO (consulté le 16 juin 2021)

- (en) Cet article est partiellement ou en totalité issu de l’article de Wikipédia en anglais intitulé « Unaxis » (voir la liste des auteurs).